# 가타야마즈정
가타야마즈정(片山津町)은 이시카와현 에누마군에 존재했던 정이다.

## 지리
동쪽은 시바야마가타에 접해 있다. 구 이부리하시정과의 경계에는 야쓰카이치가와 강이 흐르고, 현재는 시바야마가타에서 일본해로 향하는 신보리강이 흐르고 있다.

## 역사
- 1942년 11월 3일 - 시오쓰촌, 사쿠미촌이 합병해 가타야마즈정이 성립하였다. 가타야마즈 온천은 2개의 촌에 걸쳐 있으며, 행정적 이점도 있는 합병이었다.
- 1958년 1월 1일 - 이부리하시정, 다이쇼지정. 하시타테정. 가타야마즈정. 야마시로정, 난고촌, 미타니촌, 시오야촌과 합병해 가가시가 성립하였다.

## 교통

### 철도
- 일본국유철도
  - 호쿠리쿠 본선
- 호쿠리쿠 철도
  - 가타야마즈선